# La Chapelle-Hugon
La Chapelle-Hugon es una comuna francesa situada en el departamento de Cher, en la región de Centro-Valle del Loira.

## Demografía
| 423 | 366 | 305 | 327 | 364 | 376 | 381 |
| Para los censos de 1962 a 1999 la población legal corresponde a la población sin duplicidades (Fuente: INSEE [Consultar]) |     |     |     |     |     |     |